# علی کاظمینی
علی کاظمینی (انگلیسی: Ali Kazemaini؛ زادهٔ ۲۱ ژوئن ۱۹۶۳) یک بازیکن فوتبال اهل ایالات متحده آمریکا است.